# قلعه الگن
قلعه الگن مربوط به دوره قاجار است و در شهرستان کهگیلویه، بخش چاروسا، روستای الگن واقع شده و این اثر در تاریخ ۲۴ فروردین ۱۳۸۲ با شمارهٔ ثبت ۸۳۲۳ به‌عنوان یکی از آثار ملی ایران به ثبت رسیده است.